# Peer Pressure (singel)
Peer Pressure – pierwszy singiel amerykańskiego zespołu hip-hopowego Mobb Deep. Utwór pochodzi z debiutanckiego album Juvenile Hell.

## Lista utworów
Strona A
1. "Peer Pressure"
2. "Peer Pressure" (podkład)

Strona B
1. "Flavor For The Non-Believers" (A cappella)
2. "Flavor For The Non-Believers" (podkład)
3. "Flavor For The Non-Believers" (wersja pozbawiona przekleństw)